# 備前片上駅
備前片上駅（びぜんかたかみえき）は、岡山県備前市東片上にある、西日本旅客鉄道（JR西日本）赤穂線の駅である。駅番号はJR-N13。東岡山駅管理の無人駅。ICOCA使用履歴では、当駅は「備片上」と印字される。

## 解説
当初は片上地区に拠点となる駅が新設される計画だったが、片上地区は平地が狭いために待避設備などを備える駅が建設できず、やむなく東側に離れた場所に設置された。片上地区の中心地に近い場所には、のちに西片上駅が設置された。
朝晩には当駅折返し岡山方面列車が設定されており、岡山方面からの終電は当駅止まりとなっている。2000年（平成12年）3月10日までは神戸・大阪方面に直通する「快速」（夕方の下りは外側・列車線走行で須磨駅・垂水駅・舞子駅は通過）も設定されていた。
簡易委託駅時代は窓口で車内補充券発行機による発券業務が行われていたが、2019年4月の簡易委託解除に伴い発券業務は行わなくなり、駅前の月極駐車場の受付のみ取扱っていた。その後、2021年8月の駅舎リニューアル工事完了時に窓口は撤去され、跡地には男女別トイレが新設された。

## 歴史

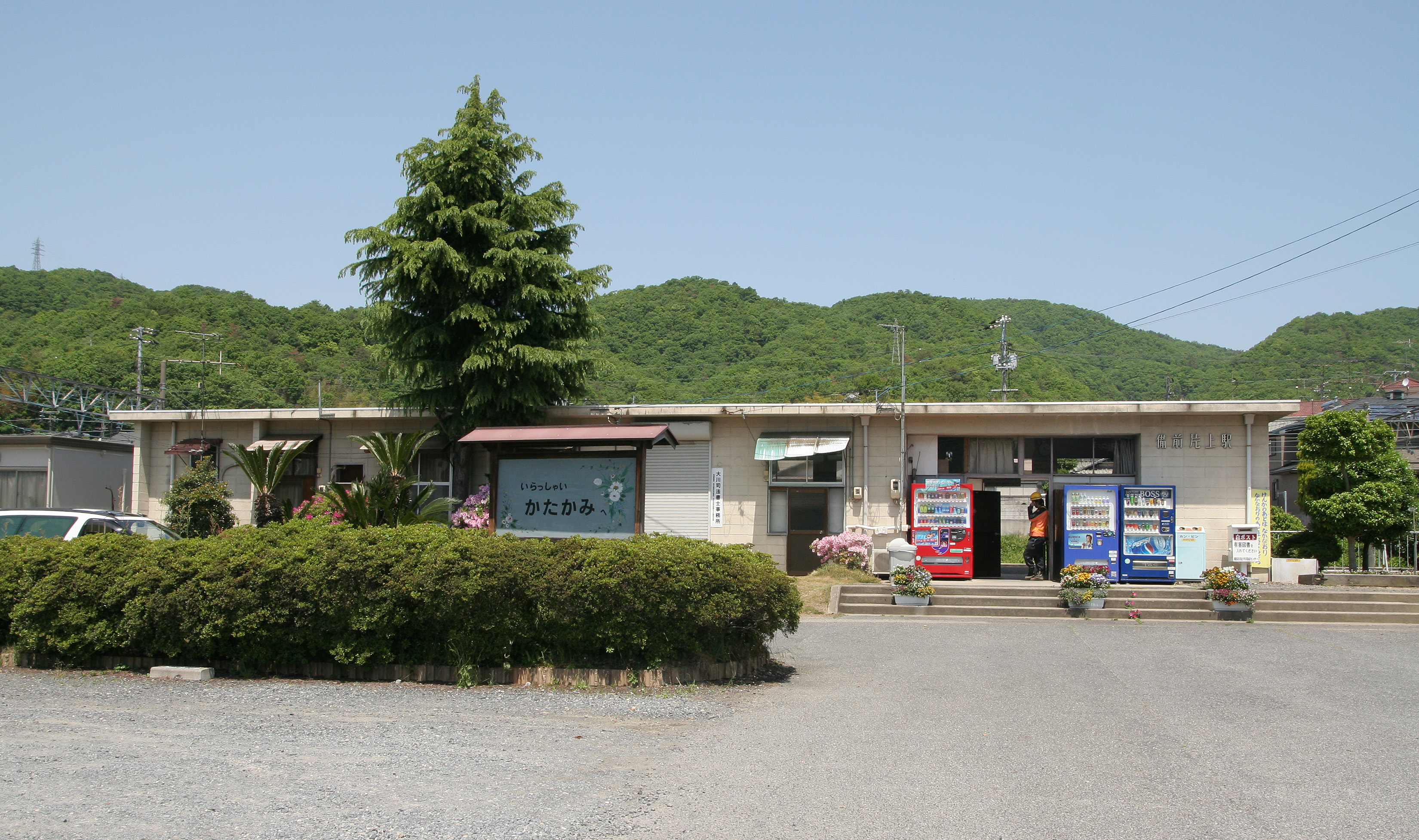
旧駅舎（2008年5月）

- 1958年（昭和33年）3月25日：日本国有鉄道赤穂線日生駅 - 伊部駅間延伸時に開設[1]。当時の所在地表示は岡山県和気郡備前町東片上であった[1]。
- 1974年（昭和49年）10月1日：貨物取扱廃止[1]。
- 1983年（昭和58年）7月29日：業務委託駅化[2]。
- 1984年（昭和59年）2月1日：荷物扱い廃止[1]。
- 1986年（昭和61年）11月1日：簡易委託駅化[3]。
- 1987年（昭和62年）4月1日：国鉄分割民営化に伴い、JR西日本の駅となる。
- 2018年（平成30年）9月15日：ICOCA対応IC専用機導入。ICOCAの利用が可能となる[4]。
- 2019年（平成31年）4月1日：簡易委託解除、終日無人駅化[5]。
- 2021年（令和3年）8月：駅舎リニューアル工事完了。

## 駅構造

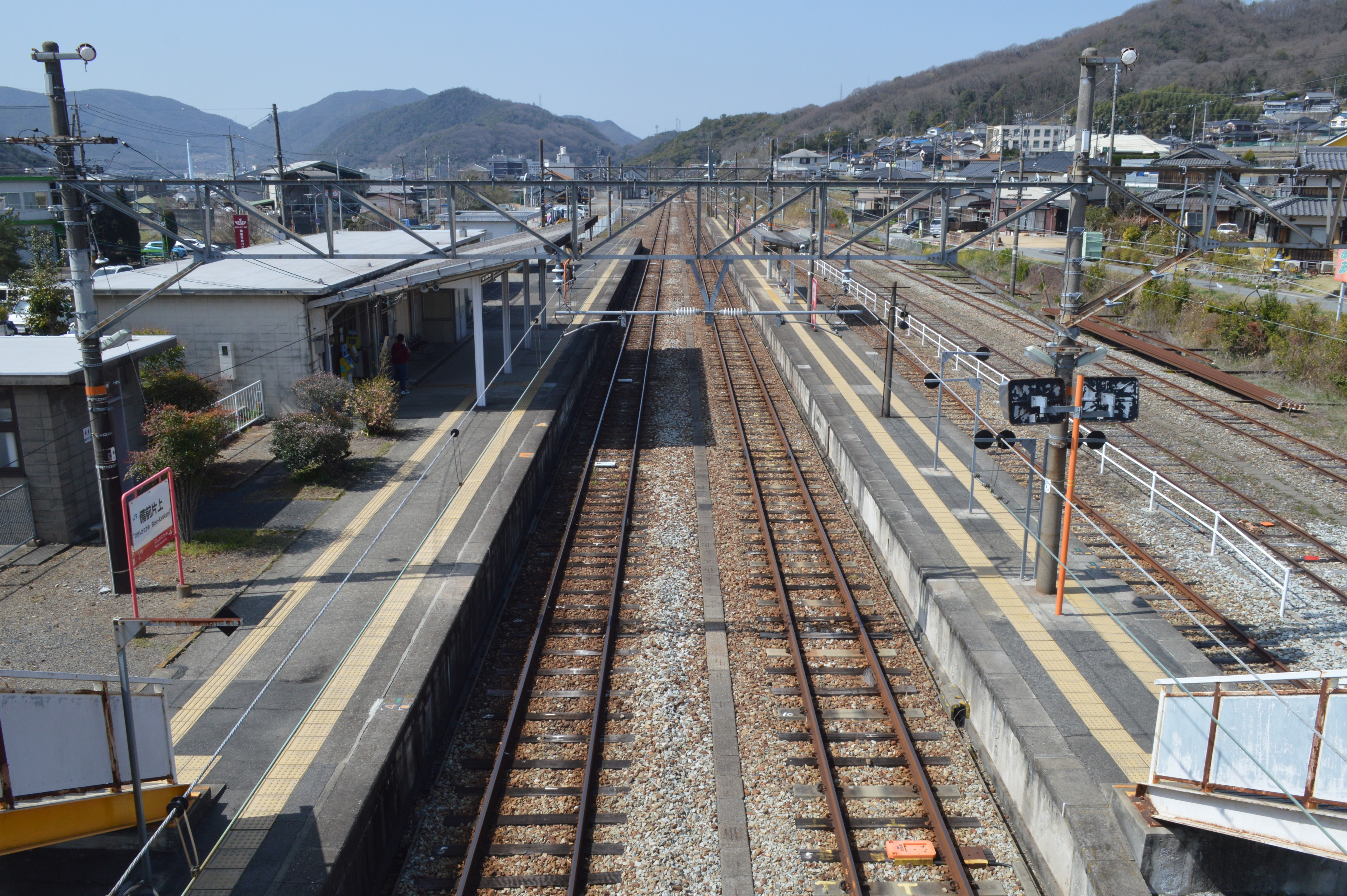
構内（2021年3月）

単式・島式ホーム複合型2面3線を有し、列車交換や折返しが可能な地上駅。ホームは嵩上げされていない。単式1番のりば側に駅舎があり、駅舎横に乗務員宿泊所が2棟ある。島式2・3番のりばへは跨線橋で連絡している。以前貨物を取扱っていた名残で構内は比較的広く、現在も2本の留置線があるが、当駅で2本設定されている夜間滞泊は留置線を使用せず、1・3番のりばを使用している。

### のりば
| のりば | 路線   | 方向 | 行先               | 備考         |
| ------ | ------ | ---- | ------------------ | ------------ |
| 1      | 赤穂線 | 下り | 西大寺・岡山方面   |              |
| 2      | 赤穂線 | 上り | 播州赤穂・相生方面 |              |
| 3      | 赤穂線 | 下り | 西大寺・岡山方面   | 一部列車のみ |

付記事項
- 1番のりばが下り本線、2番のりばが上り本線である。3番のりばは上下副本線で、播州赤穂方面への出発も可能。
- 岡山方面は原則として1番のりばを使用するが、当駅始発の一部は3番のりばから発車する。

## 利用状況
1999年以降の1日平均乗車人員の推移は以下の通り。
| 乗車人員推移 | 乗車人員推移 |
| 年度         | 1日平均人数  |
| ------------ | ------------ |
| 1999         | 223          |
| 2000         | 224          |
| 2001         | 224          |
| 2002         | 219          |
| 2003         | 211          |
| 2004         | 220          |
| 2005         | 217          |
| 2006         | 202          |
| 2007         | 193          |
| 2008         | 187          |
| 2009         | 167          |
| 2010         | 173          |
| 2011         | 163          |
| 2012         | 156          |
| 2013         | 161          |
| 2014         | 146          |
| 2015         | 148          |
| 2016         | 147          |
| 2017         | 143          |
| 2018         | 146          |
| 2019         | 150          |
| 2020         | 116          |
| 2021         | 122          |

## 駅周辺
駅前にロータリーがあるほか、住宅地や飲食店、商店などもある。
- 備前市役所
- 岡山地方法務局備前支局
- 和気公共職業安定所備前出張所
- 備前市歴史民俗資料館
- 国道2号

## バス路線
駅前に備前市営バス備前片上駅停留所がある。駅旧事務室部分がバス管理事務所となっている。
備前市営バス
- ■日生線
  - 市役所前・片鉄片上・日生・寒河・福浦峠方面
- ■三石線
  - 市役所前・片鉄片上方面
  - 西片上駅・備前病院方面（平日のみ）
  - 伊里中・四軒屋・八木山・三石方面（平日のみ）
  - 伊里中・友延・蕃山・佐那高下方面
- ■寒河蕃山伊里線（平日のみ）
  - 市役所前・片鉄片上方面
  - 伊里中・友延・蕃山・佐那高下・シーサイドプールひなせ方面
- ■片上和気線（平日のみ）
  - 市役所前・片鉄片上・伊部越・清水・和気駅方面
- ■東鶴山線
  - 市役所前・片鉄片上・久々井・鶴海・佐山・長船駅
- ■吉永線（平日・土曜日のみ）
  - 市役所前・片鉄片上方面
  - 伊里中・閑谷学校・吉永駅・吉永病院方面

## 隣の駅
西日本旅客鉄道（JR西日本）
 赤穂線
伊里駅 (JR-N14) - 備前片上駅 (JR-N13) - 西片上駅 (JR-N12)